# Mosquée Sidi Abdelmoula
La mosquée Sidi Abdelmoula (arabe : جامع سيدي عبد المولى) est l'une des mosquées de la médina de Sfax.

## Localisation
Située dans la partie sud de la médina de Sfax, à proximité de la mosquée El Ajouzine, la mosquée Sidi Abdelmoula ouvre sur trois rues : la rue de la grande mosquée à l'ouest, la rue El Andalus à l'est et la rue El Issaouiya au nord.

## Histoire
La construction de la mosquée Sidi Abdelmoula est relativement récente. Elle est constituée par le ralliement de deux petites salles de prière adjacentes : celles de Sidi Abdelmoula Siala et de Mohamed El Saffar. Entre 1936 et 1937, la mosquée est agrandie, en y ajoutant une demeure voisine, et commence à accueillir la prière du vendredi.

## Description
La mosquée Sidi Abdelmoula se compose d'une salle de prière rectangulaire à quatre nefs longitudinales, avec un mihrab au fond, décoré en marbre coloré et en carreaux de faïence brillants. Au-dessus de son entrée nord, se dresse un minaret à base carrée de style maghrébin.